# Llista de lingüistes catalans
Aquesta és una llista de lingüistes catalans i de lingüistes estrangers que han estudiat la llengua catalana, classificats per ordre cronològic de la data de naixement.

## Nascuts abans de 1800
- Josep Pau Ballot
- Llorenç Cendrós
- Joan Esteve
- Antoni Febrer i Cardona
- Antoni Font
- Pere Lacavalleria
- Joan Lacavalleria i Dulach
- Joan Petit i Aguilar
- Josep Ullastre i Llopis

## 1800-1900
- Josep Calveras
- Paul Aebischer[1]
- Marian Aguiló i Fuster
- Julià-Bernat Alart
- Mossèn Alcover
- Joan Josep Amengual
- Josep Balari i Jovany
- Pere Barnils
- Antoni de Bofarull i de Brocà
- Antoni Bulbena
- Delfí Dalmau i Gener
- Pompeu Fabra i Poch
- Tomàs Forteza i Cortès
- Pere Fouché
- Raimon Foulché-Delbosc
- Lluís Fullana i Mira
- Samuel Gili Gaya
- Antoni Griera i Gaja
- Pere Labèrnia
- Wilhelm Meyer-Lübke
- Manuel Milà i Fontanals
- Francesc de Borja Moll
- Alfred Morel-Fatio[2]
- Josep Nebot[3]
- Joan Palomba
- Anfós Par i Tusquets[4]
- Vicent Salvà i Pérez
- Carles Salvador i Gimeno
- Jean-Joseph Saroïhandy
- Bernhard Schädel
- Leo Spitzer
- Emili Vallès i Vidal

## 1900-1950
- Ramon Amigó Anglès
- Marià Bassols de Climent
- Joan Bastardas
- Lluís Creixell
- Antoni Maria Badia i Margarit
- Sebastià Bonet Espriu
- Jordi Bruguera i Talleda
- Maria Teresa Cabré i Castellví
- Ramon Cerdà i Massó[5]
- Germà Colón i Domènech
- Joan Coromines
- Gabriel Ferrater i Soler
- Francesc Ferrer Pastor
- Josep Giner i Marco
- Enric Guiter
- Joseph Gulsoy
- Albert Jané
- Joaquim Mallafrè i Gavaldà
- Joan Mascaró i Altimiras
- Josep Miracle
- Joaquim Rafel i Fontanals
- Daniel Recasens i Vives
- Gemma Rigau i Oliver
- Josep Roca i Pons
- Josep Ruaix i Vinyet
- Manuel Sanchis i Guarner
- Abelard Saragossà
- Mila Segarra Neira
- Joan Solà i Cortassa
- Jesús Tuson Valls
- Eduard Valentí i Fiol[6]
- Jaume Vallcorba i Rocosa
- Enric Valor
- Joan Veny i Clar
- Pere Verdaguer
- Max Woodfield Wheeler
- Alan Yates

## 1950-avui
- Gabriel Bibiloni
- Eulàlia Bonet[7]
- Jaume Corbera Pou
- Maria Josep Cuenca Ordinyana
- Jordi Ginebra i Serrabou
- Maria Carme Junyent Figueras
- Josep Lacreu
- Maria-Rosa Lloret Romañach[8]
- Anna Montserrat i Ciurana
- Víctor Pàmies i Riudor
- Manuel Pérez Saldanya
- Manel Riera i Riera
- Xavier Rull